# Politikåret 1937

## Händelser

### Mars
- 1 mars - Kyösti Kallio efterträder Pehr Evind Svinhufvud som Finlands president.[1]
- 3 mars - Sveriges riksdag utfärdar förbud för svenskar att ta värvning i spanska inbördeskriget.

### Maj
- 28 maj - Neville Chamberlain efterträder Stanley Baldwin som Storbritanniens premiärminister.[2]

## Val och folkomröstningar
- 15–16 januari – Presidentval i Finland.
- 29 juni – Alltingsval på Island.

## Organisationshändelser
- 18 september – Stronnictwo Demokratyczne bildas i Polen.

## Födda
- 2 mars – Abdelaziz Bouteflika, Algeriets president 1999–2019.
- 5 april – Guido Vildoso, Bolivias president 21 juli–10 oktober 1982.
- 19 april – Joseph Estrada, Filippinernas president 1998–2001.
- 28 april – Saddam Hussein, Iraks president 1979–2003.
- 23 juni – Martti Ahtisaari, Finlands president 1994–2000.
- 15 september – Fernando de la Rúa, Argentinas president 1999–2001.
- 1 december – Vaira Vīķe-Freiberga, Lettlands president 1999–2007.
- 12 december – Prosper Avril, Haitis president 1988–1990.
- 29 december – Maumoon Abdul Gayoom, Maldivernas president 1978–2008.

## Avlidna
- 10 juni – Robert Borden, Kanadas premiärminister 1911–1920.
- 18 juni – Gaston Doumergue, Frankrikes president 1924–1931.
- 14 september – Tomáš Garrigue Masaryk, Tjeckoslovakiens förste president 1918–1935.
- 9 november – Ramsay MacDonald, Storbritanniens premiärminister 22 januari–4 november 1924 och 1929–1935.
- 27 november – Felix Hamrin, Sveriges statsminister 6 augusti–24 september 1932.

### Fotnoter
1. ↑  ”Finland” (på engelska). World Statesmen. http://www.worldstatesmen.org/Finland.html. Läst 7 november 2012.
2. ↑  ”United Kingdom” (på engelska). World Statesmen. http://www.worldstatesmen.org/United_Kingdom.html. Läst 1 augusti 2015.